# عملية ثعلب الصحراء
عملية ثعلب الصحراء (بالإنجليزية: Operation Desert Fox) أو قصف العراق في 1998، هي حملة قصف شديدة امتدت لمدة أربعة أيام على الأهداف العراقية من 16 إلى 19 كانون الأول 1998، شنَّتها الولايات المتحدة والمملكة المتحدة. وكان المبرر المعاصر للضربات هو عدم امتثال العراق لقرارات مجلس الأمن التابع للأمم المتحدة وتدخله في عمل مفتشي اللجنة الخاصة التابعة للأمم المتحدة.
وكانت العملية بمثابة اندلاع كبير في أزمة نزع سلاح العراق. وكان الهدف المعلن لهجمات القذائف الانسيابية والقصف هو ضرب أهداف عسكرية وأمنية في العراق أسهمت في قدرة العراق على إنتاج أسلحة الدمار الشامل وتخزينها وصيانتها وإيصالها. وكانت حملة القصف متوقعة منذ شباط 1998 وقوبِلت بانتقاد ودعم واسع النطاق في الداخل والخارج. أعلنت السعودية والبحرين والإمارات العربية المتحدة أنَّها ستمنع الجيش الأمريكي من استخدام القواعد المحلية لغرض شنِّ ضربات جوية ضدَّ العراق.
تعرضت الضربة الجوية لانتقادات من خصوم كلينتون، الذين اتهموه باستخدام الهجوم لتوجيه الانتباه بعيدًا عن إجراءات عزل بيل كلينتون الجارية.

## الخلفية
كان الرئيس الأمريكي بيل كلينتون يعمل ضمن إطار أمني إقليمي يقوم على الاحتواء المزدوج، والذي يتضمن استخدام القوة العسكرية عندما يتحدى العراق الولايات المتحدة أو المجتمع الدولي.
على الرغم من عدم وجود تفويض باستخدام القوة العسكرية، وقع كلينتون قانون تحرير العراق في 31 أكتوبر 1998. وقد خصص هذا القانون أموالًا لمجموعات المعارضة العراقية بهدف تنفيذ تغيير في النظام.
قبل عملية "ثعلب الصحراء"، كانت الولايات المتحدة قد خططت تقريبًا لشن حملة قصف ضد صدام حسين تُدعى "عملية دزرت ثاندر"، ولكنها تم التخلي عنها في اللحظة الأخيرة عندما سمحت العراق للأمم المتحدة بالاستمرار في عمليات التفتيش عن الأسلحة.

## تدهور قدرات أسلحة الدمار الشامل

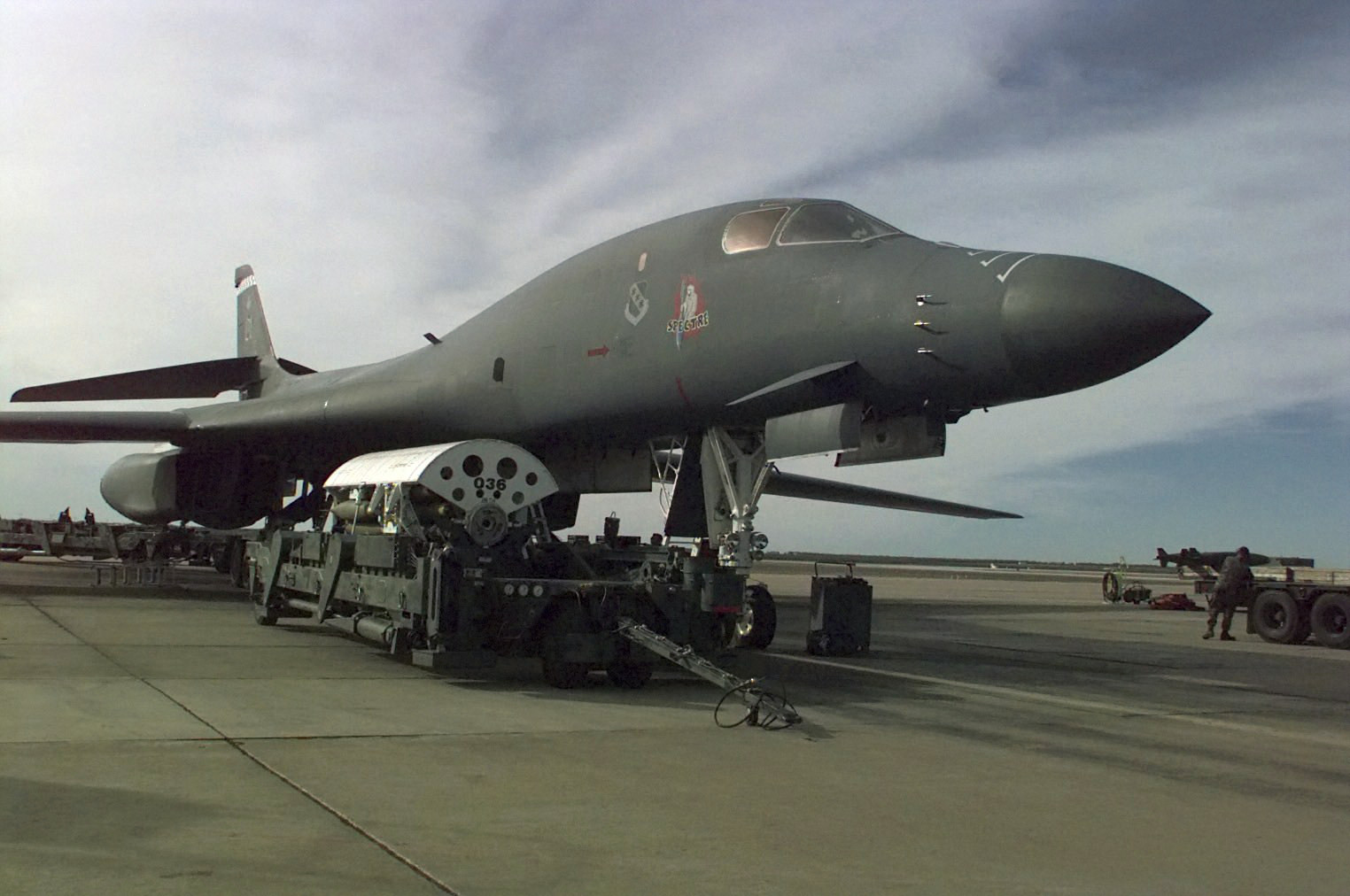
طائرة B-1B محملة بالقنابل في قاعدة إلسورث الجوية في 17 ديسمبر 1998.

ذكرت مسؤولة إدارة كلينتون أن هدف المهمة كان تقليل قدرة العراق على تصنيع واستخدام أسلحة الدمار الشامل، وليس القضاء عليها بالكامل. وعندما سُئلت وزيرة الخارجية مادلين أولبرايت عن الفرق بين التقليل والقضاء، علقت بأن العملية لم تسعَ إلى القضاء الكامل على أسلحة الدمار الشامل العراقية، بل إلى جعل استخدامها وإنتاجها أكثر صعوبة وأقل موثوقية.
كانت الأهداف الرئيسية للقصف تشمل منشآت البحث والتطوير للأسلحة، أنظمة الدفاع الجوي، مستودعات الأسلحة والإمدادات، وثكنات ومقرات قيادة الحرس الجمهوري العراقي. بينما كانت بطاريات الدفاع الجوي العراقية غير قادرة على استهداف الطائرات الأمريكية والبريطانية، بدأت في إطلاق نيران مضادة للطائرات بشكل عشوائي تقريبًا، إلا أن الضربات الجوية استمرت، وبدأت قذائف صواريخ توماهوك التي أطلقتها السفن البحرية تُستخدم بالإضافة إلى القنابل التي أسقطتها الطائرات. بحلول ليلة اليوم الرابع من العملية، كانت معظم الأهداف المحددة قد تعرضت للتدمير أو الأضرار، واعتُبرت العملية ناجحة.

## العمليات العسكرية
طائرات البحرية الأمريكية من جناح الطيران الثالث، التي كانت تحلق من حاملة الطائرات يو إس إس انتربرايز، وطائرة دورية من السرب الرابع، نفذت مهام قتالية من الخليج العربي لدعم عملية "ثعلب الصحراء". كانت هذه العملية هي المرة الأولى التي تطير فيها النساء في مهمات قتالية كطيارات مقاتلات في البحرية الأمريكية، كما كانت أول استخدام قتالي لقاذفة B-1B التابعة لسلاح الجو الأمريكي. شملت الوحدات الأرضية وحدة مشاة البحرية الـ31 (قادرة على القيام بعمليات خاصة)، حيث قامت الكتيبة الثانية من مشاة البحرية الرابعة بدور العنصر القتالي الأرضي. أرسل سلاح الجو الأمريكي عدة طلعات من طائرات F-16 وA-10 من قاعدة أحمد الجابر الجوية إلى العراق لتنفيذ مهمات ليلية دعمًا للعملية.
في الليلة الثانية من عملية "ثعلب الصحراء"، أقلعت 12 قاذفة B-52 من جزيرة دييغو غارسيا في المحيط الهندي وأطلقت وابلًا من صواريخ كروز التقليدية. كانت الجناح الآخر للقاذفات هو الجناح 28 من قاعدة ثمريت. نجحت الصواريخ في ضرب أهداف عراقية متعددة، بما في ذلك ستة من قصور الرئيس صدام حسين، والعديد من ثكنات الحرس الجمهوري، ووزارتي الدفاع والصناعة العسكرية. في الليلة التالية، أطلق طاقم قاذفتين B-52 16 صاروخ كروز آخر. خلال ليلتين، أطلق طاقم الطائرات من الأجنحة الثانية والخامسة 90 صاروخ كروز. قامت قاذفة B-1 لانسر بأول ظهور قتالي لها بضرب أهداف الحرس الجمهوري. من قاعدة ثمريت في سلطنة عمان، قامت المجموعة 28 مع طائرات B-1B من قاعدة إلسورث ودايس بمهمات أيضًا. في 17 ديسمبر، شاركت طائرات القوات الجوية الأمريكية المتمركزة في الكويت، وكذلك طائرات القوات الجوية الملكية البريطانية من طراز "تورنادو". بلغت المساهمة البريطانية 15% من الطلعات الجوية خلال "عملية ثعلب الصحراء".
بحلول 19 ديسمبر، كانت الطائرات الأمريكية والبريطانية قد ضربت 97 هدفًا، وادعى وزير الدفاع ويليام كوهين أن العملية كانت ناجحة. بدعم من الوزير كوهين، وكذلك قائد القيادة المركزية الأمريكية الجنرال أنثوني سي. زيني ورئيس هيئة الأركان المشتركة الجنرال هنري إتش شيلتون، أعلن الرئيس بيل كلينتون "النصر" في عملية "ثعلب الصحراء". في المجمل، شهدت الحملة التي استمرت 70 ساعة ضرب القوات الأمريكية 85% من أهدافها، 75% منها اعتبرت "ضربات فعالة للغاية". تم تنفيذ أكثر من 600 طلعة بواسطة أكثر من 300 طائرة قتالية ودعم، واستخدمت 600 قنبلة جوية، بما في ذلك 90 صاروخ كروز و325 صاروخ توماهوك. ألحق الهجوم ضررًا كبيرًا ببرنامج تطوير الصواريخ العراقي، على الرغم من عدم وضوح تأثيره على أي برنامج لأسلحة الدمار الشامل. ومع ذلك، كانت عملية "ثعلب الصحراء" أكبر ضربة ضد العراق منذ حرب الخليج في أوائل التسعينيات، حتى بدء عملية "حرية العراق" في 2003. في أكتوبر 2021، قدم الجنرال زيني تقييمًا إيجابيًا للأضرار الناتجة عن العملية.
استهدفت العملية 97 موقعًا باستخدام 415 صاروخ كروز و600 قنبلة، بما في ذلك 11 منشأة إنتاج أو تخزين أسلحة، و18 منشأة أمنية للأسلحة، و9 منشآت عسكرية، و20 منشأة حكومية، و32 بطارية صواريخ أرض-جو، و6 قواعد جوية، ومصفاة نفط واحدة. وفقًا لتقييمات وزارة الدفاع الأمريكية، في 20 ديسمبر، دُمر 10 من هذه الأهداف، وأصيبت 18 بأضرار جسيمة، و18 بأضرار متوسطة، و18 بأضرار خفيفة، و23 لم يتم تقييمها بعد. وفقًا لنائب رئيس الوزراء العراقي، أسفرت العملية عن 242 ضحية عسكرية عراقية، بما في ذلك 62 قتيلًا و180 جريحًا. ومع ذلك، في 5 يناير 1999، قال الجنرال الأمريكي هاري شيلتون للكونغرس الأمريكي إن الضربات أسفرت عن مقتل أو جرح حوالي 1400 من أفراد الحرس الجمهوري العراقي. وقد تم التشكيك بنفس القدر في عدد الضحايا المدنيين. قال السفير العراقي السابق لدى الأمم المتحدة، نزار حمدون، في ديسمبر 1998 إنه كان هناك الآلاف من القتلى والجرحى من المدنيين. وأبلغ الصليب الأحمر الدولي عن مقتل 40 مدنيًا وجرح 80 في بغداد.

## رد الفعل
ردًا على الهجوم، دعت ثلاثة من الأعضاء الخمسة الدائمين في مجلس الأمن الدولي (روسيا، فرنسا، وجمهورية الصين الشعبية) إلى رفع الحظر النفطي المفروض على العراق منذ ثماني سنوات، وإعادة تنظيم أو حل لجنة الأمم المتحدة الخاصة، وإقالة رئيسها، الدبلوماسي الأسترالي ريتشارد باتلر.

## الانتقادات

### اتهامات بدوافع خفية

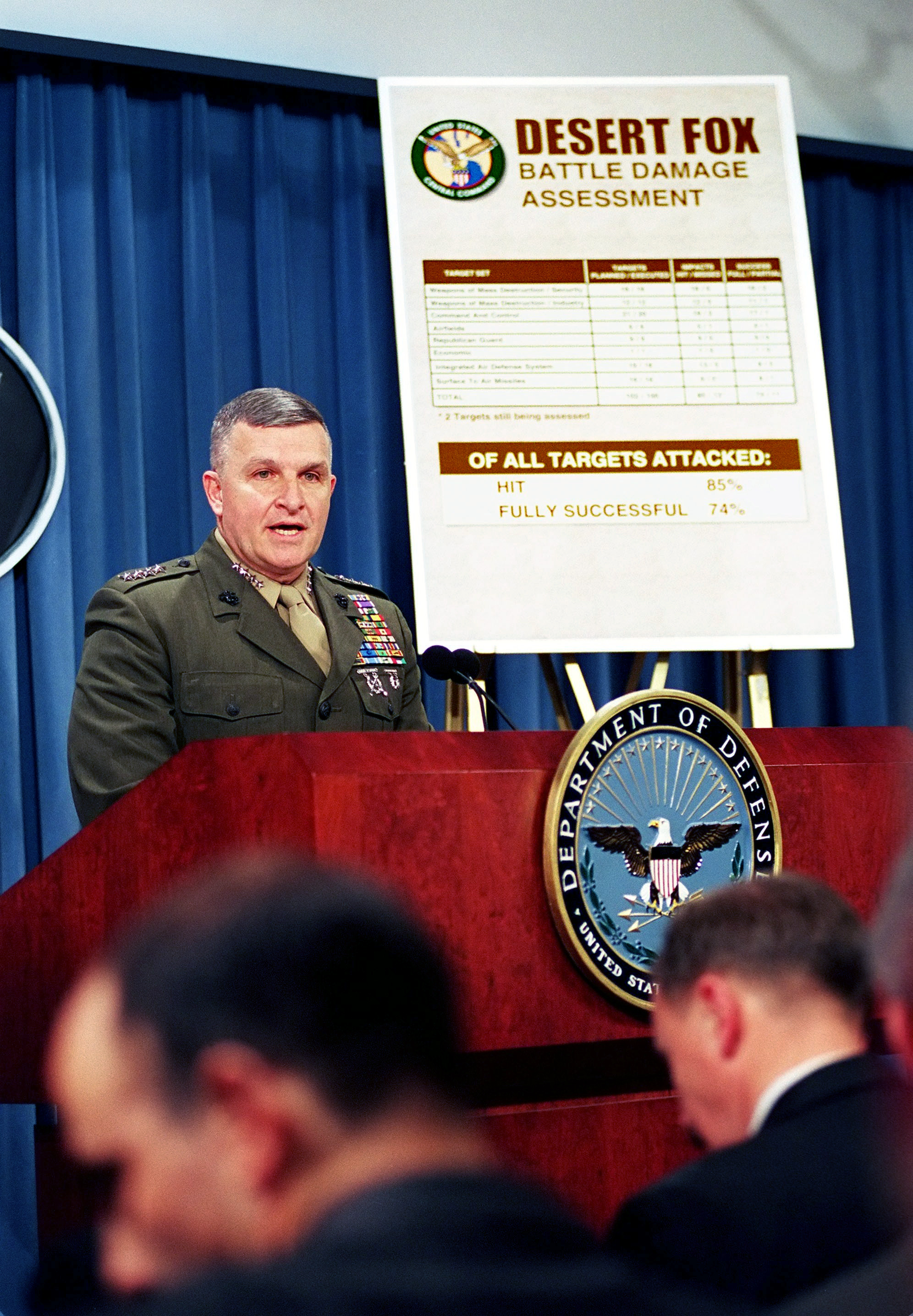
الجنرال أنتوني سي زيني يطلع الصحفيين في البنتاغون على آخر المستجدات بعد عملية ثعلب الصحراء، 21 ديسمبر 1998.

ادعى المحلل السابق في الاستخبارات العسكرية الأمريكية ويليام أركين في عموده في صحيفة "واشنطن بوست" في يناير 1999 أن العملية كانت تركز على زعزعة استقرار الحكومة العراقية، وأن ادعاءات أسلحة الدمار الشامل كانت تُستخدم كذريعة.
وفقًا لعناصر من وزارة الدفاع تحدث إليهم أركين، قال قائد القيادة المركزية للولايات المتحدة أنتوني زيني إن الولايات المتحدة هاجمت فقط المواقع البيولوجية والكيميائية التي تم التعرف عليها بدرجة عالية من اليقين، وأن السبب في قلة عدد الأهداف كان أن المختصين في الاستخبارات لم يتمكنوا من تحديد مواقع الأسلحة بدقة كافية لتلبية توجيهات زيني.
الدكتور براين جونز، الذي كان أعلى محلل استخباراتي في الأسلحة الكيميائية والبيولوجية والنووية في وزارة الدفاع، أخبر برنامج "بانوراما" من بي بي سي في 2004 أن موظفي الاستخبارات الدفاعية في وايت هول لم يكونوا واثقين بدرجة عالية من أن أيًا من المنشآت التي تم قصفها في عملية "ثعلب الصحراء" كانت نشطة في إنتاج أسلحة دمار شامل. دعم شهادة جونز نائب رئيس الاستخبارات الدفاعية السابق، جون موريسون، الذي أبلغ نفس البرنامج أنه قبل انتهاء العملية، تعرضت لجنة الاستخبارات الدفاعية لضغوط لتأكيد بيان معد كان سيقدمه رئيس الوزراء توني بلير آنذاك، يعلن فيه عن نجاح العملية. أجاب موريسون بأن تقييم الأضرار على نطاق واسع يستغرق وقتًا، لذا رفضت وزارته التوقيع على بيان سابق لأوانه. "بعد عملية ثعلب الصحراء، أرسلت فعلاً ملاحظة لجميع المحللين المعنيين لأهنئهم على تمسكهم بموقفهم في وجه، في بعض الحالات، ضغط فردي لقول أشياء كانوا يعرفون أنها ليست صحيحة". في وقت لاحق، وبعد تقييم دقيق، خلصت الاستخبارات الدفاعية إلى أن القصف لم يكن فعالًا إلى هذا الحد.
خلص تقرير دولفر في 2004 إلى أن قدرة العراق على إنتاج أسلحة دمار شامل "تم تدميرها بشكل أساسي في 1991" بعد انتهاء العقوبات.

### التشتيت عن فضيحة عزل كلينتون
أعرب بعض منتقدي إدارة كلينتون، بما في ذلك أعضاء جمهوريون في الكونغرس، عن قلقهم بشأن توقيت عملية "ثعلب الصحراء". حدثت حملة القصف التي استمرت أربعة أيام في الوقت الذي كانت فيه لجنة مجلس النواب الأمريكي تجري جلسات عزل الرئيس كلينتون. تم عزل كلينتون من قبل المجلس في 19 ديسمبر، وهو اليوم الأخير من حملة القصف. قبل بضعة أشهر، وُجهت انتقادات مشابهة خلال عملية "إنفينت رييتش"، حيث تم إصدار أوامر بضربات صاروخية ضد قواعد إرهابية مشتبه بها في السودان وأفغانستان في 20 أغسطس. بدأت الضربات الصاروخية بعد ثلاثة أيام من استدعاء كلينتون للإدلاء بشهادته أمام هيئة المحلفين الكبرى خلال فضيحة لوينسكي وخطابه الذي بُثّ على الهواء لاحقًا في تلك الليلة، حيث اعترف كلينتون بعلاقة غير لائقة.

### الانتقادات بشأن مدى العملية
انتقد آخرون، مثل وزير الخارجية الأمريكي السابق هنري كيسنجر، الهجمات قائلين إنها لم تكن كافية، معلقين أن الحملة القصيرة من المحتمل ألا تحدث تأثيرًا كبيرًا.
وفقًا لتشارلز دولفر، بعد القصف، قال السفير العراقي لدى الأمم المتحدة له: "إذا كنا نعلم أن هذا كل ما ستقومون به، كنا لن ننهي عمليات التفتيش منذ زمن طويل".
سأل الجنرال بيتر دي لا بيليير، رئيس القوات الخاصة البريطانية السابق الذي قاد القوات البريطانية في حرب الخليج عام 1991، عن التأثير السياسي لحملة القصف، قائلاً إن القصف الجوي لم يكن فعالًا في دفع الناس إلى الاستسلام، بل يميل إلى جعلهم أكثر تحديًا.

## وصلات خارجية
- Overview of Operation Desert Fox - DefenseLink
- Operation Desert Fox - BBC News
- Transcript of President Clinton's speech announcing the attack - CNN
- Iraq attacked in 'Operation Desert Fox' - CNN
- Strike on Iraq - Operation Desert Fox - CNN
- Operation Desert FoxE: Effectiveness With Unintended Effects
- Operation Desert Fox
- Tony Holmes (2005). US Navy F-14 Tomcat Units of Operation Iraqi Freedom, Osprey Publishing Limited.